# Kuhberg (Naturschutzgebiet)
Der Kuhberg im baden-württembergischen Alb-Donau-Kreis wurden 1994 als Naturschutzgebiet (NSG) ausgewiesen. Das Schutzgebiet umfasst eine Fläche von 9 Hektar.

## Lage
Das Naturschutzgebiet liegt ca. 2,5 km östlich von Machtolsheim hinter dem Wanderparkplatz beim Schützenhaus. Das Gebiet gehört zur naturräumlichen Einheit der Mittleren Kuppenalb. Die überwiegend nach Süden ausgerichtete Hanglage weist einen Höhenunterschied von 75 m auf.

## Geologie und Böden
Der Untergrund des Kuhbergs besteht aus Massenkalk des Weißen Juras. In das unterirdische Karstsystem kann Niederschlagswasser sehr schnell einsickern. Der Boden ist kalkhaltig und geringmächtig mit einem humosen Oberboden.

## Landnutzung und Eigentumsverhältnisse
Die Heideflächen sind Eigentum der Stadt Laichingen und werden über einen Pachtvertrag von einem Schäfer als Schafweide genutzt.

## Schutzwürdigkeit
Die Heidefläche „Kuhberg“ mit ihrem typischen Erscheinungsbild aufgrund der Beweidung mit Schafen ist aus kulturhistorischer Sicht und aufgrund der großen biologischen Artenvielfalt als Naturraum von besonderer Bedeutung.

## Tier- und Pflanzenwelt
Es wurden 194 Pflanzenarten gefunden, darunter der Frühlings-Enzian (Gentiana verna), die Küchenschelle (Pulsatilla vulgaris), den Kärntner Berg-Hahnenfuß (Ranunculus carinthiacus) oder die Kartäusernelke (Dianthus carthusianorum).
Es wurden 38 Vogelarten nachgewiesen: Neuntöter  (Lanius collurio), Braunkehlchen (Saxicola rubetra), Steinmätzer (Oenanthe oenanthe), Grauspecht (Picus canus), u. a.
Die Schmetterlingsfauna zeigt eine relativ große Artenvielfalt mit 12 Arten. Die individuelle Anzahl der Schmetterlinge ist aufgrund des Nektarmangels gering.